# Polychloroterphényle
Les polychloroterphényles (PCT), aussi appelés terphényles polychlorés, sont une famille de composés chlorés dérivés des terphényles, de formule C18H14-nCln. Ils sont apparentés aux polychlorobiphényles (PCB), possédant des propriétés similaires, telles qu'une conductivité électrique très faible, une stabilité thermique importante et une grande résistance aux acides et aux bases. De plus, ils sont inflammables et insolubles dans l'eau.
Selon la formule C18H14-nCln, où n représente le nombre d'atomes de chlore présents, il peut exister plus de 8 000 PCT différents, appelés « congénères » (nombre élevé en comparaison avec les 209 congénères des polychlorobiphényles).
Ces composés sont généralement produits sous la forme de mélanges, dans lesquels le degré de chloration varie. Ils sont utilisés comme fluides caloporteurs dans les transformateurs, comme huiles lubrifiantes, comme plastifiants ou encore comme retardateurs de flamme.

## Production
La production des PCT s'est étalée sur la même période de temps que celle des PCB, mais la quantité totale produite estimée est quinze à vingt fois plus faible. Il est estimé qu'entre 1955 et 1980, la production mondiale de PCT était de 60 000 tonnes.

## Impact environnemental
Les polychloroterphényles sont des substances très stables, peu biodégradables et ils sont donc considérés comme des polluants organiques persistants, au même titre que les PCB.

### En France
En France, les PCT étaient utilisés comme plastifiants dans les peintures et comme additifs dans les encres. La vente d'appareils contenant des PCB et des PCT est interdite depuis 1987. En 2002, l'ADEME a réalisé un inventaire des appareils contenant des PCT et des PCB, pour un total de près de 33 462 tonnes. Un plan national prévoyait l'élimination de ces appareils au plus tard le 31 décembre 2010.